# عصفان (جحانة)

تعديل مصدري - تعديل

عصفان هي إحدى قرى عزلة اليمانية السفلى بمديرية جحانة التابعة لمحافظة صنعاء، بلغ تعداد سكانها 1579 نسمة حسب تعداد اليمن لعام 2004.